# 無敵的ハピネス!
「無敵的ハピネス!」（むてきてきハピネス）は涼宮ハルヒシリーズの楽曲。歌唱は平野綾、茅原実里、後藤邑子。作詞は畑亜貴、作曲は田代智一、編曲は伊藤翼。

## 概要
2024年11月15日に『涼宮ハルヒの劇場』の発売を記念して「もう一度歌って、踊る涼宮ハルヒが見たい!新楽曲&MV制作プロジェクト」として、楽曲制作の資金をクラウドファンディングサイトでの調達が開始された。2025年1月15日に募集終了し、最終的に8682万5276円が支援された。
2024年11月29日に涼宮ハルヒシリーズ原作者の谷川流とイラストを担当したいとうのいぢ、同年12月23日に涼宮ハルヒ役の平野綾、キョン役の杉田智和、長門有希役の茅原実里、朝比奈みくる役の後藤邑子、古泉一樹役の小野大輔、テレビアニメ『涼宮ハルヒの憂鬱』で音楽を担当した神前暁、本楽曲の作詞を担当した畑亜貴、作曲を担当した田代智一が記念メッセージを寄せた。
2025年7月7日にKADOKAWAの運営するYouTubeチャンネル「AniTune」からミュージックビデオのショートバージョンが公開された。7月7日に公開されたのはエピソードのひとつ「笹の葉ラプソディ」に関係がある。
2025年7月28日にミュージックビデオのフルバージョンが公開された。ミュージックビデオの音源は杉田智和と小野大輔の加わった「SOS団5人Ver.」であった。翌日の7月29日から音楽配信サービスでの配信が開始された。

## ミュージックビデオ
ミュージックビデオはアニメ「涼宮ハルヒの憂鬱」のエンディングを彷彿とさせるダンスをSOS団のメンバーが踊る内容となっていた。